# Tablinum

Esquema de uma casa romana com o tablinum no número 5.

“Tablinum” (ou “tabulinum”; plural: tablina) era um cômodo característico da “domus” romana, geralmente localizado entre o “atrium” e o “peristylum”. Sua função original estava associada às atividades administrativas e representativas do “pater familias”.

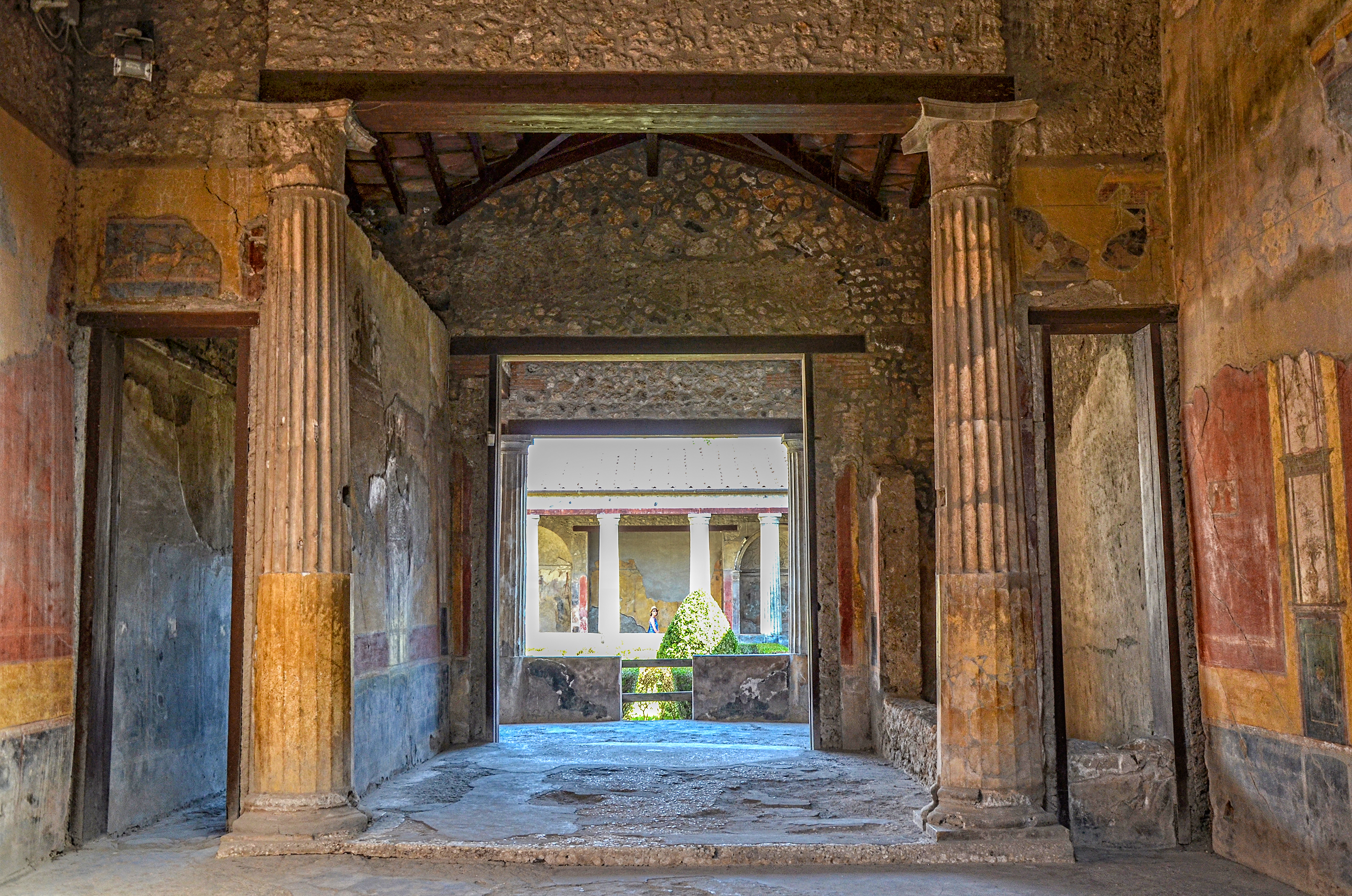
Tablinum com colunas corinthians no peristilo. Casa de Menandrer

### Etimologia e origem
O termo deriva de “tabula” (“tábua”, no sentido de registro escrito), indicando sua ligação com a escrita e a documentação. O cômodo tem origem na habitação etrusca, de onde foi incorporado à arquitetura romana. Evidências dessa transição aparecem em tumbas da necrópole de Banditaccia (Cerveteri), cujas miniaturas esculpidas revelam elementos estruturais como janelas, portas e frontões.

### Localização e estrutura
O tablinum situava-se no eixo central da casa, geralmente ao fundo do átrio e oposto à entrada principal, entre as “alae”. Podia abrir-se para o peristilo nos fundos, por meio de janelas amplas ou de divisórias leves como cortinas, celosias ou painéis removíveis. Durante as estações mais quentes, era comum a retirada dessas barreiras para favorecer a ventilação e integração com o jardim. Segundo os autores Gallochio e Pensabene, a passagem entre o Tablinum e o Atrium era muito importante, o que denota a relevância do cômodo, tanto é que, mesmo em edifícios domésticos, essa passagem era decorada. 
Quando se desejava evitar o uso do tablinum como passagem entre o átrio e o peristilo, podia-se construir um corredor lateral (“andron”) que fazia essa conexão. Sobre o andron, frequentemente, localizava-se o “cenaculum”, sala de refeições diárias da família.

### Função
O tablinum era, na prática, a “oficina” do “pater familias”. Servia como espaço de trabalho, recepção de clientes e condução dos negócios domésticos e familiares. Originalmente foi utilizado como dormitório principal, mas a partir do período helenístico passou a assumir uma função mais institucional como principal sala de recepção e espaço simbólico de autoridade.

#### Decoração e mobiliário
A decoração do tablinum era cuidadosamente planejada para causar impressão em visitantes e clientes. Incluía afrescos elaborados nas paredes, bustos de antepassados sobre pedestais, mobiliário refinado e objetos de memória familiar. Muitas vezes o espaço também abrigava o “lararium” — altar doméstico dedicado aos deuses Lares — além de estantes com documentos e objetos simbólicos.

#### Proporções segundo Vitrúvio
De acordo com Vitrúvio, o tablinum deveria ter o dobro do comprimento em relação à largura, e sua altura deveria corresponder à metade da soma entre comprimento e largura. Caso o cômodo fosse quadrado, a altura ideal seria uma vez e meia ao lado. (Vitrúvio. ''De Architectura''. Livro VI.)

#### Importância social e simbólica
Como espaço de mediação entre a esfera pública (clientes no átrio) e a privada (família no peristilo), o tablinum expressava a organização patriarcal e hierárquica da sociedade romana. Seu posicionamento central reforçava a figura do ''dominus'' como eixo articulador das relações sociais e familiares. Por este motivo era tradicionalmente decorado para expressar status e memória genealógica da família.

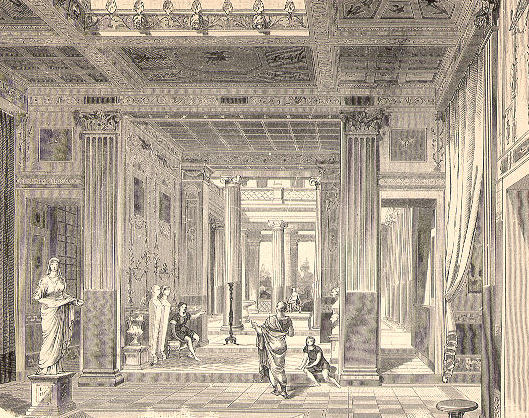
Vista do átrio para o tablinum, com o peristilo ao fundo (desenho do século XIX)

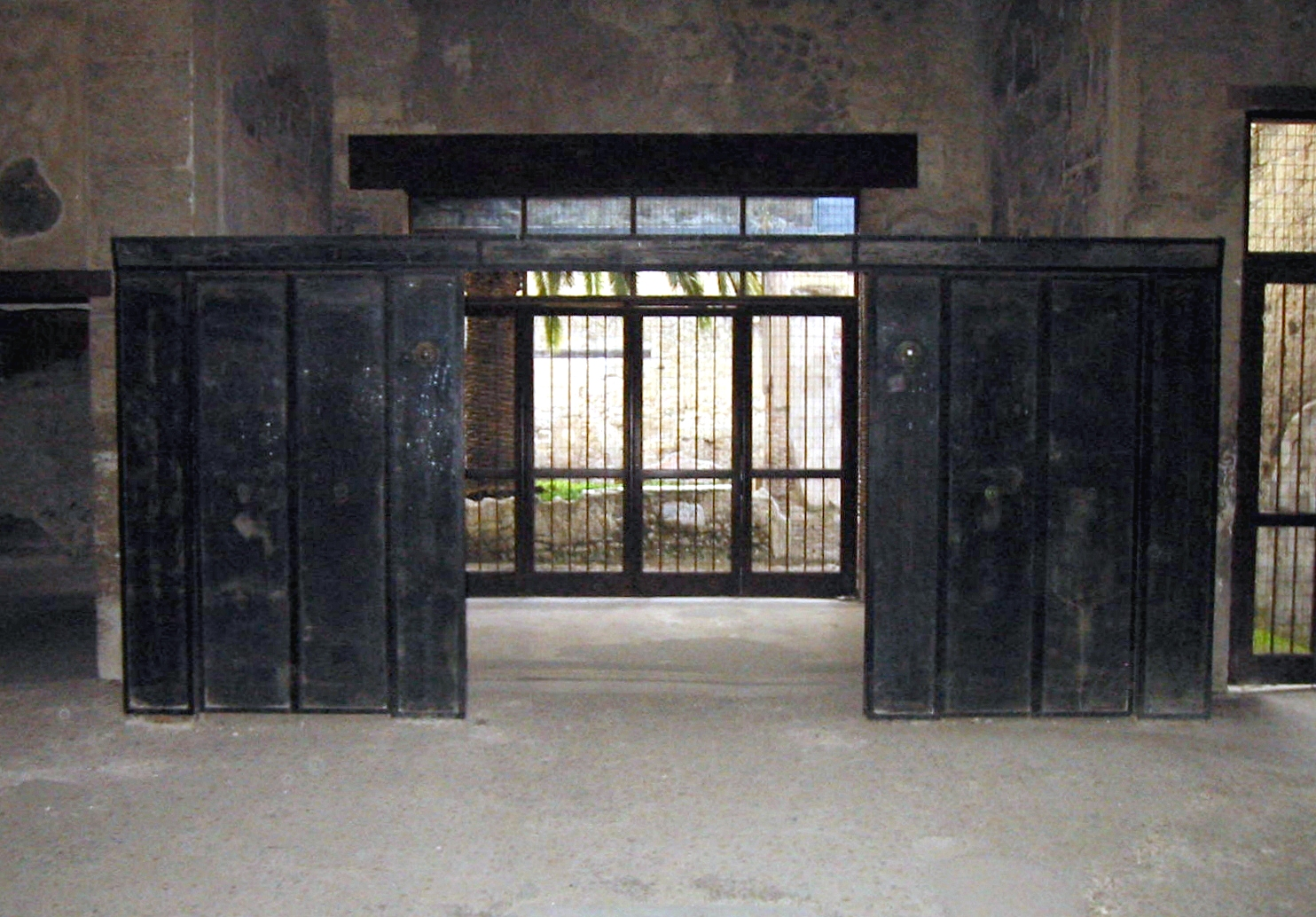
Herculaneum Casa del Tramezzo di Legno

O tablinum integrava o eixo visual da casa romana, permitindo uma linha direta de visão desde a entrada até o peristilo. Frequentemente, não havia portas sólidas, apenas cortinas ou antecâmaras, reforçando essa perspectiva axial. 

#### O Tablinum e a Memória
Segundo Alexia Maquinay, o Tablinum era um lugar de memória na casa romana. O conteúdo do tablinum, que preserva a memória oficial da família, evoluiu ao longo dos séculos. Representações de membros ilustres assumiram a forma de Hermes ou estátuas honorárias erguidas para homenagear um indivíduo, provavelmente em vida. Esses bustos, preservados de geração em geração, cumpriam uma função comemorativa. Tornaram-se, como as imagens, monumentos de memória que refletiam o desejo de glorificar a família.

### Takhtabush
O conceito do tablinum influenciou a arquitetura do mundo árabe, especialmente na forma do “takhtabush”: uma loggia entre o pátio central sombreado e o jardim externo, dotada de mashrabiyyas para promover ventilação por convecção em climas áridos. Takhtabush é o termo árabe para tablinum. Assim como o antigo tablinum romano, ele se abre para um pátio bastante sombreado e, do outro lado, para um jardim nos fundos. Ao contrário do tablinum romano, o lado do jardim é fechado por uma treliça de mashrabiya. Os tablinums romanos podem ter tido cortinas de trama aberta.
Se houver vento, ele tende a soprar para baixo no pátio de barlavento e para cima, saindo do pátio de sotavento.  Uma corrente de ar pode, no entanto, ser impulsionada por convecção. Um dos pátios geralmente será mais quente do que o outro; qual é mais quente pode variar. O pátio é frequentemente claro, pavimentado e estreito, e pode ser sombreado por um toldo e resfriado por evaporação por uma fonte. O jardim é geralmente de cor mais escura, mas resfriado por evaporação pela evapotranspiração [carece de fontes]. O pátio maior geralmente será menos sombreado por suas próprias paredes e mais exposto a ventos quentes; também pode ser menos protegido por cômodos ao redor. Tanto pela pressão do vento quanto pelas forças de convecção, o ar mais quente no pátio mais quente sobe e escapa por cima do muro, puxando ar fresco do pátio mais frio através do takhtabush para o pátio mais quente. O pátio mais frio é reabastecido com ar lateral (puxado por portas, janelas salientes de mashrabiya resfriadas por evaporação e pequenas aberturas na parede), ou de cima [citação necessária], que esfria pelo contato com a alvenaria e resfriamento evaporativo. O takhtabush, portanto, tem uma forte brisa cruzada do pátio mais frio. A brisa é pelo menos parcialmente impulsionada pela convecção e também pode ser impulsionada pela pressão do vento e resfriamento evaporativo, então os jardins e pátios são usados como coletores de vento.
Sistemas semelhantes podem ser usados para criar um espaço público coberto, fresco e arejado, entre duas praças públicas.